# アルペン松本号
アルペン松本号（アルペンまつもとごう）とは、大阪府大阪市と長野県松本市を結ぶ高速バスである。

## 運行会社
- 阪急観光バス（大阪営業所）
- アルピコ交通（本社・大阪支社）

## 運行経路
☆印の停留所は夜行便のみ停車・経由する。★印は、朝便のみ停車する。
☆ユニバーサル・スタジオ・ジャパン (USJ) - 大阪梅田（阪急三番街高速バスターミナル） -  新大阪（阪急高速バス新大阪ターミナル） - 千里ニュータウン（北大阪急行桃山台駅） - ☆千里中央 - ☆名神高槻 - ☆名神大山崎 - ☆京都駅烏丸口（新阪急ホテル前） - 京都深草 - （名神高速道路） - （東名高速道路） - （中央自動車道）- （長野自動車道）- ★長野道岡谷 - 長野道みどり湖 - 長野道広丘野村 - 長野道神林 - 松本インター前 - 松本バスターミナル
- 休憩箇所
  - 昼行便 多賀SA・阿智PA
  - 夜行便 草津PA・小黒川PA

## 運行回数
- 1日3往復（昼行2、夜行1）

## 沿革
- 1989年（平成元年）12月22日 - 阪急バスと松本電気鉄道（当時）の2社で運行開始。
- 2010年（平成22年）7月16日 - 夜行便新設。新大阪・梅田を発着を除いた区間にも往復割引等の運賃を設定。片道運賃の変更。長野道岡谷、京都駅前、千里中央に新規停車[1]。
- 2012年（平成24年）2月1日 - 長野道岡谷を廃止し、岡谷市役所前、岡谷駅、今井を新設（夜行便のみ）[2]。
- 2013年（平成25年）7月13日 - 全便をアルピコ交通の運行に変更[3]。
- 2015年（平成27年）
  - 4月1日 - 阪急バスが運行に復帰[4]。
  - 12月16日 - 大阪発の松本行と松本発大阪行の朝便のみ、長野道岡谷へ停車。運賃一部改訂[5]。
- 2016年（平成28年）
  - 4月1日 - 夜行便の岡谷市域への乗り入れを中止（今井、岡谷市役所前、岡谷駅バス停廃止）[6]。
  - 10月1日 - 一部便をアルピコ交通大阪（2019年4月1日から吸収合併により大阪支社）担当便に割り当て[7]。
- 2019年（令和元年）7月1日 - 夜行便がユニバーサル・スタジオ・ジャパン (USJ) 発着となる。夜行便の名神茨木停車を廃止[8][9]。
- 2020年（令和2年）4月16日 - 新型コロナウイルス感染拡大の影響により、この日より当面の間運休[10]。
- 現在夜行便のみ運行再開。
- 2022年（令和4年）7月1日 - 阪急バスの高速バス事業が阪急観光バス（法人としては前日までの大阪空港交通）に移譲されたのに伴い、阪急観光バスとアルピコ交通の共同運行となる[11]。
- 2024年（令和6年）4月15日および16日 - 当面の間、昼行の1便の運行を休止。大阪（梅田）発は15日発便、松本発は16日発便から。

## 車両
- 原則として昼行便は全便化粧室付き4列シート車で運行。
- 夜行便は化粧室付き3列シート車で運行されるが、多客時の後続便に関しては4列シート車や化粧室のない車両が使用される可能性がある。
  - アルピコ交通運行の夜行便本務車には運行開始に合わせてアルピコハイランドバスから転籍した、2+1列の座席配置で23人乗りの車輌を使用していたが、2011年4月より独立3列シート・29人乗りの新車を導入している。　
  - 阪急バス運行の夜行便は独立3列シート・29人乗り車輌を使用している。

## 注記
1. ↑  大阪～松本線 夜行便運行開始について阪急バス 2010年7月1日 (PDF)
2. ↑  アルピコグループ高速バス 松本～大阪線 2012年2月1日 ダイヤ改正時刻表
3. ↑  高速バス　一部路線の運行会社の変更について (PDF, 阪急バス 2013年7月8日) 。
4. ↑  “一部路線の運行会社変更について” (PDF).   阪急バス (2015年3月28日). 2015年4月6日閲覧。
5. ↑  “高速バス　大阪・京都～松本線運行時刻の変更と運賃の改定について” (PDF).   阪急バス (2015年11月17日). 2015年11月17日閲覧。
6. ↑  “大阪・京都～松本線の運行について”.   阪急バス (2016年2月25日). 2019年7月7日閲覧。
7. ↑  アルピコ交通大阪株式会社設立についてアルピコグループ発表 2016年10月1日 (PDF)
8. ↑  “【2019年7月1日より】「大阪・京都～松本線」の運行について” (PDF).   阪急バス (2019年5月31日). 2019年7月7日閲覧。
9. ↑  “【高速バス】松本～大阪線がユニバーサル・スタジオ・ジャパン™まで延伸します！（7月1日より）”.   アルピコ交通 (2019年5月31日). 2019年7月7日閲覧。
10. ↑  “【高速・特急バス】新型コロナウイルスの感染拡大に伴う一部路線の運休について（2020/04/17更新）”.   アルピコ交通 (2020年4月17日). 2020年4月18日閲覧。
11. ↑  “大阪空港交通と阪急観光バスの合併および阪急バスの高速路線の移管に関するお知らせ” (PDF).   阪急バス (2022年3月2日). 2022年4月3日閲覧。